# Wurmrausch
Wurmrausch ist ein Gemeindeteil der Gemeinde Birgland im Landkreis Amberg-Sulzbach in der Oberpfalz in Bayern.

## Herkunft des Namens
Der Ortsname Wurmrausch – im Mittelalter belegt als „Wurmriske“ und „Wurmrisch“ – besteht aus dem althochdeutschen Wort wurm für Wurm, Schlange, Drache und althochdeutsch risc, was Schilf, Sumpfgras bedeutete. Der Name kann demnach Schlangengebüsch oder Ähnliches bedeuten. Vielleicht handelt es sich aber auch um einen Pflanzennamen, wie bei vielen anderen Zusammensetzungen mit der Vorsilbe Wurm. Der Ort wäre dann nach den Pflanzen benannt, die dort wuchsen.